# Pennskaftspriset
Pennskaftspriset är ett svenskt pris som delas ut till en eller flera kvinnliga journalister och fotografer som har gjort ett föredömligt journalistiskt arbete. Pristagaren utses av en jury sammansatt av föregående års pristagare och medlemmar som väljs på årsmötet. Namnet kommer från "pennskaft" som benämning för kvinnlig journalist, myntat i Elin Wägners bok Pennskaftet. Föreningen Pennskaftet bildades den 17 maj 1988.
Priset består av ett diplom målat av konstnären Barbro Andréen och pengar. Prispengarna skänks av tidningar, radio och TV i Sverige.

## Pristagare
- 1989 Elisabeth Bäck/Susanne Engvall
- 1990 Monica Englund
- 1991 Barbro Hurtig
- 1992 Pia Naurin
- 1993 Inga Rexed
- 1994 Maria Jacobsson, Maria Edström och Clara Mannheimer
- 1995 Wiwi-Anne Johansson
- 1996 Maria Wallin
- 1997 Birgitta Grundén
- 1998 Ingrid Segerstedt-Wiberg och Anette Carlsson
- 1999 Monica Malmström
- 2000 Ingrid Norrman, Mia Skäringer och Klara Zimmergren.
- 2001 XX-redaktionen på Hallands Nyheter.
- 2002 Åsa Brevinge
- 2003 Margareta Stål
- 2004 Lisa Thanner
- 2005 Lena Olson
- 2006 Redaktionen för musiktidningen KIM
- 2007 Johanna Bäckström Lerneby
- 2008 Hanna Nyberg
- 2009 Anna Hammarén
- 2010 Josephine Freje Simonsson
- 2011 Belinda Olsson
- 2012 Katarina Sahlin
- 2013 Nadja Yllner
- 2014 Cecilia Köjling, Maja-Kristin Nylander, Sofia Hultqvist
- 2015 Siri Reuterstrand
- 2016 Afrah Nasser
- 2017 Sanna Klinghoffer[3]
- 2018 Sofie Löwenmark[4]
- 2019 Kerstin Weigl och Kristina Edblom[5]
- 2020 Elinor Torp[6]
- 2021 Magda Gad[7]
- 2022 Anna-Lena Lodenius[8]
- 2023 Anna-Lena Laurén[9]
- 2024 Cecilia Uddén [10]